# Campeonato Mundial de Natação em Piscina Curta de 2018 - 400 m medley feminino
A prova dos 400 metros nado medley feminino do Campeonato Mundial de Natação em Piscina Curta de 2018 foi disputado no dia 11 de dezembro de 2018, no Hangzhou Sports Park Stadium, em Hangzhou, na China. 

## Recordes
Antes desta competição, os recordes mundiais e do campeonato nesta prova eram os seguintes:
|                       | Nome            | Nacionalidade | Tempo   | Local   | Data                  |
| --------------------- | --------------- | ------------- | ------- | ------- | --------------------- |
| Recorde mundial       | Mireia Belmonte | Espanha       | 4:18.94 | Netanya | 12 de agosto de 2017  |
| Recorde do campeonato | Mireia Belmonte | Espanha       | 4:19.86 | Doha    | 3 de dezembro de 2014 |

## Medalhistas
| Ouro                 | Prata                  | Bronze                 |
| Katinka Hosszú (HUN) | Melanie Margalis (USA) | Fantine Lesaffre (FRA) |

## Resultados

### Eliminatórias
As eliminatórias ocorreram dia 11 de dezembro com um total de 30 nadadoras. 
| Colocação | Bateria | Raia | Nadadora               | Nacionalidade  | Tempo   | Notas            |
| --------- | ------- | ---- | ---------------------- | -------------- | ------- | ---------------- |
| 1         | 3       | 4    | Katinka Hosszú         | Hungria        | 4:23.59 | Q                |
| 2         | 2       | 3    | Fantine Lesaffre       | França         | 4:27.74 | Q                |
| 3         | 2       | 6    | Lara Grangeon          | França         | 4:27.91 | Q                |
| 4         | 2       | 5    | Ilaria Cusinato        | Itália         | 4:28.02 | Q                |
| 5         | 3       | 1    | Melanie Margalis       | Estados Unidos | 4:29.14 | Q                |
| 6         | 2       | 4    | Catalina Corro         | Espanha        | 4:31.02 | Q                |
| 7         | 3       | 6    | Sakiko Shimizu         | Japão          | 4:31.12 | Q                |
| 8         | 3       | 5    | Miho Takahashi         | Japão          | 4:31.13 | Q                |
| 9         | 3       | 2    | Abbey Harkin           | Austrália      | 4:33.23 |                  |
| 10        | 2       | 2    | Leah Smith             | Estados Unidos | 4:34.93 |                  |
| 11        | 3       | 3    | Zhou Min               | China          | 4:35.34 |                  |
| 12        | 1       | 3    | Florencia Perotti      | Argentina      | 4:36.68 |                  |
| 13        | 2       | 0    | Nguyễn Thị Ánh Viên    | Vietname       | 4:37.28 |                  |
| 14        | 3       | 7    | Barbora Závadová       | Chéquia        | 4:37.33 |                  |
| 15        | 3       | 8    | Jimena Pérez           | Espanha        | 4:37.42 |                  |
| 16        | 2       | 7    | Irina Krivonogova      | Rússia         | 4:37.54 |                  |
| 17        | 2       | 1    | Victoria Kaminskaya    | Portugal       | 4:38.49 |                  |
| 18        | 3       | 0    | Rebecca Meder          | África do Sul  | 4:39.31 |                  |
| 19        | 1       | 6    | Claudia Hufnagl        | Áustria        | 4:39.76 |                  |
| 20        | 2       | 9    | Diana Durães           | Portugal       | 4:39.81 |                  |
| 21        | 3       | 9    | Katja Fain             | Eslovênia      | 4:40.00 |                  |
| 22        | 1       | 5    | Viktoriya Zeynep Güneş | Turquia        | 4:40.67 |                  |
| 23        | 2       | 8    | Anastasiia Sorokina    | Rússia         | 4:41.43 |                  |
| 24        | 1       | 2    | Ruby Matthews          | Nova Zelândia  | 4:43.91 |                  |
| 25        | 1       | 7    | Lam Hoi Kiu            | Hong Kong      | 4:47.47 |                  |
| 26        | 1       | 4    | Tereza Horáková        | Chéquia        | 4:48.83 |                  |
| 27        | 1       | 8    | Hamida Rania Nefsi     | Argélia        | 4:53.29 |                  |
| 28        | 1       | 1    | Wang Wan-chen          | Taipé Chinesa  | 4:54.25 |                  |
| 29        | 1       | 0    | Sára Niepelová         | Eslováquia     | 4:54.87 |                  |
| 30        | 1       | 9    | Daniela Alfaro         | Costa Rica     | 5:01.36 | Recorde nacional |

### Final
A final foi realizada em 11 de dezembro. 
| Colocação         | Raia | Nadadora         | Nacionalidade  | Tempo   | Notas |
| ----------------- | ---- | ---------------- | -------------- | ------- | ----- |
| Medalha de ouro   | 4    | Katinka Hosszú   | Hungria        | 4:21.40 |       |
| Medalha de prata  | 2    | Melanie Margalis | Estados Unidos | 4:25.84 |       |
| Medalha de bronze | 5    | Fantine Lesaffre | França         | 4:27.31 | =     |
| 4                 | 6    | Ilaria Cusinato  | Itália         | 4:27.88 |       |
| 5                 | 3    | Lara Grangeon    | França         | 4:29.56 |       |
| 6                 | 1    | Sakiko Shimizu   | Japão          | 4:31.07 |       |
| 7                 | 7    | Catalina Corro   | Espanha        | 4:31.63 |       |
| 8                 | 8    | Miho Takahashi   | Japão          | 4:35.62 |       |

Legenda
| Recorde mundial       | Recorde mundial (World record)               |                       | Recorde africano                      | Recorde africano (African) |                                           | Q | Classificado por posição (Qualified) |
| Recorde do campeonato | Recorde do campeonato (Championship record)  | Recorde da América    | Recorde da América (Americas)         | q                          | Classificado por melhor tempo (Qualified) |   |                                      |
| Melhor marca do ano   | Melhor marca do ano (World leading)          | Recorde asiático      | Recorde asiático (Asian)              | DNS                        | Não largou (Did not start)                |   |                                      |
| Recorde nacional      | Recorde nacional (National record)           | Recorde europeu       | Recorde europeu (European)            | DNF                        | Não terminou (Did not finish)             |   |                                      |
| Recorde pessoal       | Recorde pessoal do atleta (Personal best)    | Recorde da Oceania    | Recorde da Oceania (Oceania)          | DSQ / DQ                   | Desclassificado (Disqualified)            |   |                                      |
| Recorde da temporada  | Recorde da temporada do atleta (Season best) | Recorde sul-americano | Recorde sul-americano (South America) | NM                         | Sem marca (No mark)                       |   |                                      |